# Niżegorodskaja (stanica)
Niżegorodskaja (ros. Нижегородская) – stanica (ros. станица) w Rosji, w Kraju Krasnodarskim, w rejonie apszerońskim. Centrum administracyjne osiedla wiejskiego Niżegorodskoje.

## Geografia
Stanica znajduje się w południowej części Kraju Krasnodarskiego, blisko granicy z Adygeją.
Jest położona nad rzeką Kurdżyps.

## Demografia
W 2010 roku stanicę zamieszkiwały 472 osoby.